# Prieuré de Saint-Marin de Saint-Marcel
Pour les articles homonymes, voir Saint Marin.
Le prieuré de Saint-Marin de Saint-Marcel est un prieuré français situé sur le territoire de la commune de Saint-Marcel, dans le département de l'Indre, en région Centre-Val de Loire.

## Situation
Le prieuré se trouve dans la commune de Saint-Marcel, dans le sud du département de l'Indre, en région Centre-Val de Loire. Il est situé dans la région naturelle du Boischaut Sud et sur la rive gauche de la Creuse. 

## Histoire
Le prieuré et la chapelle dépendaient autrefois de l'abbaye de Saint-Savin-sur-Gartempe, en Poitou. Ce prieuré, dédié à Saint Marin, a été fondé par les moines de Saint-Savin, au XIe et XIIe siècles.
La chapelle a été acquise par la commune de Saint-Marcel, en 1825. Elle se trouve sur une propriété privée. Elle est célèbre par son pèlerinage, dit pèlerinage des « rechignoux » ; Saint Marin avait la réputation de guérir les enfants pleurnichards. Pour guérir, on faisait boire à l'enfant, un verre d'eau tiré du puits et effectuer trois fois, le tour de la chapelle. Le pèlerinage attirait autrefois une foule considérable. Une messe est toujours célébrée le premier samedi de septembre en l'honneur de Saint Marin.
Du prieuré, dépendait un moulin à blé et à drap (aujourd'hui usine hydroélectrique).
La Creuse avait été réputée navigable à partir de Saint-Marin, un port a existé autrefois, utilisé pour le flottage de bois et qui a connu à certaines époques, une activité importante.
En revanche, toutes les tentatives pour rendre la Creuse réellement navigable au départ de Saint-Marin se soldèrent par des échecs.
L'édifice est inscrit au titre des monuments historiques, le 2 avril 2003.